# Au-pair (kniha)
Au-pair je kniha Zuzana Búrikové a Daniela Millera vydaná česky v roce 2013 v Sociologickém nakladatelství. Je jednou z prvních knih, zabývajících se etnografickým výzkumem této instituce domácí práce. Výzkum byl zaměřen na zkušenosti slovenských au-pair pracujících pro rodiny v Londýně. Zahrnoval 50 au-pair a více než 80 hostitelských rodin.
Autoři k výzkumu použili standardní antropologické metody v podobě terénního výzkumu. Zároveň se nezabývají formálními aspekty této placené péče, nýbrž zdůrazňují témata důležitá pro samotné aktéry a aktérky: vztahy, které au-pair v cizím prostředí navazují, objevování hostitelské země, rozpaky, ponížení a nedorozumění v rodinách. Nahlížejí na uspořádání domácností, v níž au-pair žije, ale k níž nepatří, a v níž vykonává práci, která není doceňována. Snaží se postihnout fenomén au-pair jako zkušenost, jako specifický zážitek i jako životní fázi.

## Obsah

### Kapitola 1 – Proč ne?
První kapitola se skládá z příběhů čtyř jednotlivců. Příběhy se týkají hlavně fáze rozhodnutí a začátků v cizí zemi. Tyto příběhy by měly poukázat na to, že každá au-pair představuje jiný příběh. A to proto, že různé obecné teoretické závěry se liší od těch běžně udávaných.
Obecně hlavním faktorem rozhodnutí stát se au-pair jsou stavy vztahů v soukromí. Mladé ženy odcházejí do ciziny velmi často proto, že se rozešly s přítelem, nebo aby se dostatečně osamostatnily od rodičů. V době výzkumu dostávala au-pair v Londýně větší kapesné, než by si vydělala na Slovensku v pracovním poměru na plný úvazek. Proto jsou důležité i ekonomické aspekty. Odchod za prací au-pair může být chápán jako dočasné řešení osobních problémů nebo alternativní cesta.

### Kapitola 2 – Trapná přítomnost

#### Pseudorodinný vztah
Rodiny musí s au-pair zacházet jako se sobě rovnými. Již samotné slovo au-pair ve francouzštině znamená na stejné úrovni. Instituce au-pair je oddělena od normálních forem zaměstnání a je založena na tomto pseudorodinném vztahu. Rozhodnutí mít au-pair však zřídkakdy vychází z tohoto ideálu, jak bylo vládou původně zamýšleno. Nejčastěji rodiny zvolí au-pair jako menší zlo. Au-pair jim mohou poskytnout větší flexibilitu, kontrolu nad péčí dětí (často je jeden z rodičů doma) a hlavně jsou levnější než chůvy či uklízečky. Dalším plusem je, že děti mohou zůstat ve vlastním domově a rodiče je nemusí vyzvedávat v přesně stanovený čas a nevadí, když se opozdí. Což rozporuje s častým tvrzením, že plně respektují pracovní dobu au-pair.
Role au-pair je zároveň menším zlem i pro ni samotnou. Pobyt v cizí zemi by se mohl pro některé zdát příliš nákladný, proto au-pair nabízí skvělou možnost i pro ty méně movité.
Tento vztah je často zneužíván. Rodina očekává, že au-pair bude přinášet oběti za členy rodiny, jako by byla její součástí. Například když je dítě nemocné, očekává se od ní, že zruší své plány a zůstane s dítětem doma. Naopak pokud au-pair o něco požádá rodiče, dávají jí najevo, že tím porušuje pracovní dohodu.

#### Pokoj pro au-pair
Nárok na pseudorodinný vztah vychází také ze skutečnosti, že au-pair, na rozdíl od většiny placených zaměstnanců, žije s rodinou v jedné domácnosti. Každá au-pair má nárok na svůj vlastní pokoj.
Většina rodin zařizuje pokoj neutrálním nábytkem z IKEY, aby zaručili funkčnost a mohli ho použít pro více au-pair. Z počátku bývají au-pair ze svého pokoje nadšené. Po čase jim dochází, že pokoj byl zřízen hlavně funkčně, než aby vzbuzoval pocit tepla. Začne na ně působit chladně stejně tak jako se často vyznačuje přijetí au-pair do rodiny – nesporným chladem. Často dostanou nejmenší místnost v domě, ve které se také nejméně topí a zároveň bývá nejvzdálenější od hlavní části domu. Někdy rodina bere pokoj au-pair jako dočasný sklad svých nepotřebných věcí.
Existují i rodiny, které jsou velice pozorné a snaží se příchozím au-pair pomoci, aby se ve svém pokoji cítily jako doma. Nechají je, aby si pokoj alespoň vyzdobily po svém.

#### Rozpaky koezistence a Jak nezanechat stopy
Problém s koezistencí začíná hned na počátku, kdy au-pair nerozumí domu – jeho rytmu, normám a očekáváním. Je pro ni obtížné rozeznat, co je vhodné a co nikoli. Zda se může s rodinou dívat na televizi, zda s nimi může mluvit o svém soukromí nebo které jídlo je určené pro ni. Dává si velký pozor, aby nedělala hluk a aby se neocitla v nesprávný čas na nesprávném místě.
Problém může nastávat i při jídle. Rodina může jíst méně, než je au-pair zvyklá a jí připadá nevhodné, jíst více. To samé platí i naopak, kdy rodina je zvyklá jíst více než au-pair samotná a ona nechce urazit hostitelku tím, že by si jídlo vybírala dle sebe.
Dalším problémem jsou rozpaky nad svou fyzickou přítomností v cizí domácnosti. To vede k nezanechávání stop. Snaží se nedojídat jídlo, aby nešlo poznat, že si něco vzaly. Své hygienické potřeby si často neukládají do společných koupelen. Vše po sobě okamžitě uklízí, aby nic nešlo poznat. Nechce, aby ji někdo slyšel, když jde na toaletu či do sprchy. Zároveň jí není příjemné, když slyší ostatní. Nejméně pak chce slyšet sexuální život svých hostitelských rodičů.
Pocity trapnosti mohou zažívat i rodiče. Nebývá jim příjemné, když se jejich děti nepřiměřeně vztekají. Také jim není příjemný pocit, že se o děti nestarají sami.  
Důležitý je i volný čas. Vzhledem k tomu, že au-pair žije v rodině jako její člen, může docházet k pocitu, že i volný čas strávený v domě, bude považovat jako práci. Dále také může mít pocit, že překáží. Proto raději svůj volný čas tráví venku mimo rodinu.

### Kapitola 3 – Tvrdá dřina a důvěřiví troubové
Velkým problémem z pohledu au-pair je nedoceňování jejich práce. Rodiny po nich často vyžadují práci přes čas, kterou berou buď jako samozřejmou (jako rodinnou pomoc) nebo ji nedostatečně peněžně ohodnotí. V 82 případech z 86 rodiny dokonce očekávaly, že au-pair budou pracovat nad rámec hodin daných zákonem. V důsledku mají au-pair pocit, že takto vykonaná práce byla zbytečná a spíše vyjadřovala moc rodiny. S tím souvisí také přehnané požadavky na úklid. Hostitelské matky často samy doma nikdy neuklízely, a přitom mají přehnané představy, jak by vše mělo vypadat.
Zdrojem nedorozumění může být také předešlá negativní zkušenost či jen zvyky dané země. V Anglii mohou být mezi těmito problematickými zvyky například chození doma v botách. Neobvyklé zvyky jsou zdrojem roztrpčení jen z počátku, než si na ně obě strany zvyknou.
Dalším zdrojem problémů bývá odlišný pohled na stejné věci. Nejčastějším příkladem je dovolená, kdy rodina vezme au-pair s sebou na drahou dovolenou. Z pohledu rodiny je to výhodné pro obě strany. Oni mají možnost strávit chvíle bez dětí. Au-pair většinou v tomto období nedostává kapesné, protože se rodina domnívá, že daná dovolená je pro ni dostatečnou odměnou. To se au-pair ovšem nelíbí, obzvlášť, když většinu času musí trávit s dětmi a zároveň s nimi sdílet pokoj.
Mezi au-pair a rodinou bývají obecně málo osobní vztahy. Pokud se objeví vzájemná náklonnost, au-pair často zůstane v kontaktu s rodinou i po odjezdu domů.
Obě strany si velmi často myslí, že právě oni jsou těmi "důvěřivými trouby" a druhá strana z nich dělá blbce.

### Kapitola 4 – Svým způsobem Angličané
Ve výzkumu se ukázalo jako pravidlo, že zdaleka ne všechny hostitelské rodiny jsou Angličané. Ve spoustě případů se jedná o Židy, Indy či o "černochy". Výjimkou nejsou ani rodiče slovenské národnosti. Slovenské au-pair na takové rodiny stále pohlížejí jako na jistou anomálii. Neprojevují nechuť k umístění do anglické nebo židovské rodiny. Naopak umístění do rodiny černošské či indické bývá pro ně problémem. Bariérou jsou hlavně náboženské obřady provozované u silně nábožensky založených hinduistických, židovských či muslimských rodin. Některé au-pair stojí o umístění do nábožensky založené rodiny vzhledem k tomu, že jsou samy věřící.
Rodiny, stejně jako au-pair, nemívají specifické nároky na au-pair, co se týká víry. Výjimkou jsou silně nábožensky založené rodiny, které měly strach, aby nedostaly dívky "příliš volných mravů".
Mnoho teoretických textů o placené práci ukazuje na různé stereotypy a předsudky přiřazované k jednotlivým národnostem, které vedou k následným generalizacím. To může mít negativní dopad na následný vztah. Tato kapitola ukazuje, že není lepší ani horší zkušenost, ať jde o Angličany, Židy, Asiaty či černochy. Jak au-pair, tak i rodiny často soudí sebe navzájem pouze na základě této vzájemné pracovní zkušenosti. Tuto zkušenost generalizují a dle ní hodnotí ostatní lidi stejné národnosti/vyznání. Stereotypizace se může zvrhnout i v čirý rasismus.
V případě židovských rodin byl dokonce zaznamenán intenzivní nárůst antisemitismu. Židovské rodiny však ani v jednom případě nedaly najevo, že by si antisemitismus svých au-pair uvědomovaly. Některé vysoce ortodoxní rodiny mohou mít s náznaky antisemitismu u au-pair problém. Mohou být znepokojené sebemenším náznakem toho, že by au-pair mohla na jejich děti přenášet křesťanské vlivy.

### Kapitola 5 – Nuda v Beddlinghamu
Beddlingham je oblast, kde au-pair nejčastěji pracují. Jedná se o okrajovou část Londýna, kde je jen málo míst, kam ve svém volném čase mohou zajít. Sice je tato oblast velmi levná, ale přes to jsou zde au-pair většinou zahaleny nudou a jen zabíjejí čas, nejčastěji procházením mezi regály v Tescu. Nejoblíbenější aktivitou se tak stává klevetění s ostatními au-pair. "V moři osamělosti a zneužívání, kde si většinu dne připadáte, že jste ztratili své jméno i osobnost v dusivém postavení sedmé au-pair v rodině, bylo Tesco oázou skutečných citů a zájmu o vaše osobní priority a rozmary, která vám připomínala, že jste opět konkrétní osobou, kde si jako samostatná osobnost můžete vybírat, co chcete, a můžete si koupit něco pro radost, jen abyste si připomněli, že na vás někomu záleží, i když ten někdo jste vy samotní."
Na výlet za nákupy do Londýna nebo jen za nejznámějšími místy v Londýně musí au-pair dlouho šetřit. Doprava do Londýna je poměrně drahá a samotné nákupy také něco stojí. Au-pair jsou většinou ochotny tento výlet podniknout, protože ho považují za žádoucí.
Peníze jsou au-pair ochotny utrácet také za akce, které jsou buď slovenské, nebo české. Zážitky z těchto akcí však jen potvrzují pověst Beddlinghamu jako zapadákova.

### Kapitola 6 – Muži

#### Au-pair muži
Většina rodin nemá o muže jako au-pair zájem. Ve výzkumu měli muži zastoupení 10 %. Výběr značí poměrně radikální odklon od normy. Často se rodiny obávají pedofilie. Zároveň předpokládají, že pro péči o děti a o domácnost jsou muži méně vhodní či v tom nejsou dobří. Tyto obavy bývají jen počáteční. Rodiny, které muže vyzkoušely, si je nemohou vynachválit. Muž se ukázal jako výborný pomocník v domácnosti, protože se mu na rozdíl od ženy nepříčí některé špinavé práce a zároveň může pomoci s více věcmi, jako práce na zahradě, stěhování nábytku či s malými opravami v domě (kutilství). Obecně muži mívají méně emocionálních problémů s úklidem.
Muži jako au-pair ještě nedávno vůbec nebyli. Stále převažují rodiny, shánějící ženy, ale muži rostou na popularitě a za nedlouho mohou být naprosto běžnými „pomocnicemi v domácnosti“.

### Kapitola 7 – Mezičasí
Chování au-pair, popsané v knize, lze lépe porozumět, pokud chápeme toto období jako rite de passage. Jedná se o fázi krátkodobých svobod v protikladu k dlouhodobým závazkům. Může se jednat o etapu dospívání a osobního růstu. Rite de passage je jedním z hlavních důvodů, proč au-pair v rodinách zůstávají, i když jsou nešťastné. Chápou toto období jako takovou "zkoušku dospělosti".
Proto se chování au-pair v Londýně často mění – z tiché au-pair se stávají více společenské a naopak, častěji svým chováním překračují morální pravidla, ztrácejí zájem o sport či čtení, zkrátka jim začne být vše lhostejné. Všechny uznaly, že to vyplývá z chybějící struktury jejich života v kombinaci s odloučením od blízkých lidí – rodiny a přátel.
Au-pair sice nepoužívají termín rite de passage, ale samy si čas strávený v Londýně vysvětlují a omlouvají jako určitou životní etapu. Pro některé je tato etapa pravým opakem toho, jak se hodlají chovat, až se vrátí domů.

### Kapitola 8 – Závěr: Struktura a její důsledky

#### Au-pair jako instituce
Chování au-pair i hostitelských rodin z velké části vychází ze struktury institucionálního základu pobytů au-pair a z jejích podkladů v zákonech. Hlavní jsou zde tři aspekty – definice pobytu au-pair jako dočasného stavu, stanovení jeho neformálnosti a statut au-pair jako "cizince".
V důsledku Evropské unie au-pair nepotřebují žádné povolení ke vstupu do Spojeného království, proto není znám počet Slovenských au-pair na území Spojeného království.
Velký nedostatek je v tom, že nikdo nekontroluje životní podmínky au-pair a jejich práci. Většina au-pair ani netuší, že existuje zákon, který reguluje jejich práva a povinnosti. Pokud se vyskytne nějaký problém, obrací se au-pair na agenturu. Během výzkumu se vyskytlo několik případů, kdy byly agentury požádány o pomoc a ve všech případech naprosto selhaly. Dívky samy brzy usoudí, že se nelze spoléhat na instituce, ale jen na síť osobních kontaktů.

#### Doporučení
1. Změna legislativy – práva au-pair by měla být lépe specifikována (večerní hlídání, maximální počet odpracovaných hodin týdně, atd.), lepší specifikace lehké domácí práce, měl by existovat nárok na placenou dovolenou během každého půlroku zaměstnání, všechny agentury by měly být registrovány a regulovány, agentury by měly pravidelně kontaktovat rodiny i au-pair a kontrolovat dodržování dohody, dále by měly více pomáhat při řešení problémů[44]
2. Šíření informací – Evropská unie by měla zajistit, aby všechny rodiny i au-pair měly k dispozici balíčky informací ve svém rodném jazyce, které by obsahovaly – základní informaci o právech a povinnostech, podrobnosti o zvláštních právech au-pair a základní informace a možnostech uvedených níže. Každý stát by měl mít zároveň vlastní úřad zabývající se tímto institutem, který by poskytoval potřebné informace.[45]
3. Jak si stěžovat, soudit se a žádat náhradu – au-pair v nesnázích nemají ponětí, co dělat. Proto by měla být vytvořena instituce ombudsmana na úrovni EU i jednotlivých států. Strádajícím osobám by měly být poskytnuty prostředky, které by jim umožnily návrat domů. Evropská unie by také měla zajistit, aby existovaly "domy bezpečí", kde by vykořisťované a zneužívané osoby mohly najít ochranu.[46]

#### Závěrem
Nebývá pravidlem, že instituce au-pair je bezpečná. Proto jsou nezbytné předpisy na ochranu rodin i au-pair. Je potřeba zajistit, aby mladí lidé, kteří svůj rodný dům často opouštějí poprvé, nebyli vystaveni nebezpečí.

## Závěr
V závěru knihy se autoři věnují porovnání poznatků z různých akademických studií o sociálních pracích se závěry vyplývajících z jejich vlastní studie.

### Au-pair jako migranti/migrantky
Lze říci, že tato studie zpochybnila tradiční důvody pro migraci. Většina studií staví na první místo důvody čistě ekonomické. Naopak v této studii se hranice mezi kulturní výměnou, trajektorií soukromých vztahů a problematikou práce vcelku prolínají. Zároveň zdůraznila, do jaké míry mnoho žen spatřuje práci au-pair jako specifickou zkušenost části životního cyklu. Respondentky považovaly práci za lekci dozrávání a osobního růstu, podobnou vojenské službě slovenských mužů.
Tato etnografie předkládá jiné odpovědi než ty, které vyplynuly z dotazníků a jiných výzkumných metod. Pro člověka je mnohem pohodlnější uvést, že přijel, aby si vydělal peníze nebo se naučil jazyk, než že odjel z domova kvůli špatným vztahům nebo omezeným životním stylem.
Ekonomické a účelové důvody migrace jsou velice důležité, protože poskytují legitimizaci nebo slouží jako zástěrka pro dalekosložitější a méně legitimní motivaci.

### Au-pair jako placený domácí personál
V pracích zabývající se placeným domácím personálem, badatelé zdůrazňují asymetrické rozložení mocenských vztahů. Pro to je rozhodující kombinace pohlaví, třídy, imigračního statutu a etnické příslušnosti. Obvykle jsou jakožto placený personál v domácnosti zaměstnávané etnicky "jiné" ženy z nižší třídy (často migrantky), protože se dají snadno vykořisťovat. Zároveň naplňují představy zaměstnavatelů o tom, kdo by tuto podřadnou práci měl dělat.
Au-pair bývají na rozdíl od mnoha pracovnic bílé, často ze střední třídy, a dle zákona by s nimi mělo být zacházeno jako s rovnoprávnými občany. Výzkum ukázal, že slovenské au-pair jsou v tomto směru specifické. Zdají se být svým hostitelům nerovné v porovnání s předešlou generací au-pair ze západoevropských zemí, protože pocházejí z ekonomicky méně rozvinuté země.

### Pseudorodinné vztahy
V několika studiích bylo zjištěno, že zaměstnavatelé často pseudorodinné vztahy podporují proto, aby od svého domácího personálu získali více práce. Zároveň se v pseudorodině s au-pair často zachází jako s dětmi. Zaměstnavatelé snaží od svého personálu zachovat odstup i pomocí "rodičovského" přístupu.
Kapitola 2 je důkazem rozpolcenosti a rozporů spjatých s tímto idiomem a také toho, jak může sám o sobě přispívat k vykořisťování. I tato studie zároveň ukázala, jak si rodiny i au-pair snaží udržovat vzájemný odstup.

### Etnicita
Četné studie potvrzují, že etnická příslušnost je důležitým faktorem při vytváření vztahů mezi zaměstnavatelem a placeným domácím personálem. Zaměstnanec "jiné" etniky je brán jako podřadný. Některé texty odhalují, jak zaměstnavatelé a agentury stereotypizují konkrétní etnické skupiny jako vhodné pro práci chův, uklízeček či au-pair. Tato stereotypizace vede k vykořisťování.
Podobná stereotypizace se vyskytla i v tomto výzkumu a věnuje se jí 4. kapitola.

### Imigrační statut
Práci v domácnosti zpravidla vykonávají migrantky.
V této oblasti výsledky práce potvrdily zjištění, zpracovaná jinými autory. A to, že před vstupem Slovenska do Evropské unie bylo některým au-pair vyhrožováno odebráním víz či vyhoštěním ze země, pokud by více nepracovaly nebo pokud by neakceptovaly pracovní nebo životní podmínky, které se jim nelíbily. Díky rozšíření Evropské unie au-pair již nepotřebují víza a tento způsob vykořisťování skončil. Posunulo se také rozdělení moci, které ale otevřelo nové možnosti vykořisťování z obou stran. Např. au-pair může nyní využívat rodinu jen jako přechodné pohodlí, než si najde lepší místo, protože ji může opustit bez podání výpovědi.

### Moc a vykořisťování
V 82 případech z 86 rodiny očekávaly, že au-pair budou pracovat nad rámec hodin daných zákonem, nebo jiným způsobem nedodržovaly právní předpisy. Tento způsob vykořisťování a vyjadřování moci je velmi častý. Naopak závažnější problémy, časté u jiných forem placené domácí práce, jako je hladovění, odebrání pasu či násilí, se u au-pair jako časté neprokázaly. Lze říci, že podmínky au-pair jsou výrazně lepší v porovnání s ostatními migrujícími domácími pracovnicemi.
Dále se podařilo rozšířit dosavadní studie o materiální kultuře. Ambivalence pseudorodinných vztahů se vyvíjí pomocí materiální kultury, to dokazuje, že au-pair byly velmi citlivé na asymetrii moci vyplývající z maličkostí týkajících se neopětovaného pozdravu nebo zda si někdo všimne, že je vytřeno. V širším kontextu asymetrií věku, autority, majetku, jazyka, příjmů a kontroly, ale i organizačních podmínek lze pozorovat, že i lidé, kteří nechtěli někoho zneužívat, jsou k tomu zlákáni. Díky instituci au-pair je tak velmi snadné chtít trochu více od této "pomocnice".